# Kakovolo (Citnos)
Kakovolo (griego, Κακόβολο) es una montaña situada en Citnos, en las Cícladas. Es el punto más alto de la isla con 356 metros.

## Descripción
Kakovolo se encuentra en el lado noroeste de Citnos. Su pico está a 356 metros y es el punto más alto de toda la isla. En la zona de Kakovolo se han encontrado instalaciones que se remontan a la época Cicládica Antigua (Edad del Bronce Antigua). La montaña se ha asociado a las creencias y leyendas populares de Citnos.
Hay minas abandonadas en Kakovolo. En su época de esplendor fueron trabajadas no sólo por los habitantes de Citnos, sino también por gente de otros lugares. Los minerales, tras su extracción, se cargaban en el puerto del pueblo de Loutra. Las minas cayeron en decadencia y fueron abandonadas en el siglo pasado. Hoy en día hay rutas de excursionismo en la zona de Kakovolo.